# Alessia Pittin
Alessia Pittin (9 dicembre 1983) è un'ex sciatrice alpina italiana.

## Biografia
Originaria di Tarvisio e attiva dal dicembre del 1998, la Pittin esordì in Coppa Europa l'11 gennaio 2000 a Sankt Sebastian in slalom gigante e in Coppa del Mondo il 17 dicembre 2003 a Madonna di Campiglio in slalom speciale, in entrambi i casi senza completare la prova. Prese per l'ultima volta il via in Coppa del Mondo il 15 febbraio 2008 a Zagabria in slalom speciale, senza completare la prova (non portò a termine nessuna delle 7 gare nel massimo circuito cui prese parte, tutte slalom speciali) e si ritirò al termine di quella stessa stagione 2007-2008; la sua ultima gara fu uno slalom speciale FIS disputato il 20 marzo a Nevegal. Non prese parte a rassegne olimpiche o iridate.

## Palmarès

### Coppa Europa
- Miglior piazzamento in classifica generale: 32ª nel 2006

### Campionati italiani
- 1 medaglia[1]:
  - 1 bronzo (combinata nel 2001)